# 4-Méthyltritriacontane
Le 4-méthyltritriacontane est un hydrocarbure saturé isomère du tétratriacontane, ayant pour formule brute C34H70.
L'atome de carbone C4 qui porte le groupe méthyle, est asymétrique, cette molécule se présente donc sous la forme d'une paire d'énantiomères :
- (4R)-4-méthyltritriacontane, numéro CAS ?
- (4S)-4-méthyltritriacontane, numéro CAS ?